# Підліток

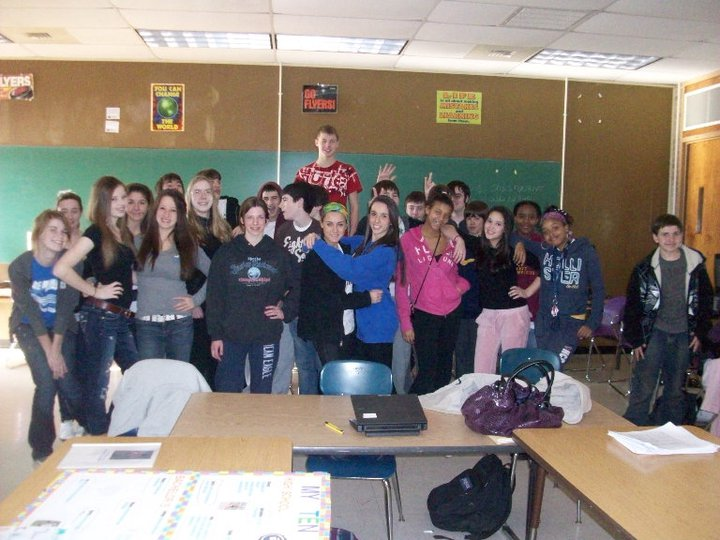
Підлітки

Пі́дліток — юнак або дівчина (юнка) в перехідному від дитинства до юності віці. За визначенням МОЗ підлітки - це особи віком 10-19 років.
У 14—16 років у підлітків посилюються вторинні статеві ознаки. У дівчаток з'являються менструації: це ознака того, що в яєчниках почали розвиватися та дозрівати яйцеклітини. Від 12—15 років у хлопчиків починається ріст волосся на обличчі, тілі, пахвових западинах, виникають полюції — перша ознака статевого дозрівання юнаків.
Зазвичай цей вік називають перехідним. У цей час у підлітків виникають часті суперечки з батьками, хтось із підлітків шукає себе, свої цілі в житті, захоплюється філософією, прагне більше дізнатися про протилежну стать. Так і виникають відносини між підлітками та спілкування підлітків.

## Психологія підлітка
Стосунки з батьками часто різко погіршуються. Людина в перехідному віці стає надто агресивною та запальною. Занадто жорстке поводження батьків до підлітка призводить часом до втечі з дому або самогубства.
Для підлітка своє особисте життя важливіше, ніж батьки. Тому батькам не подобається, як діти відмовляються виконувати їхні прохання. Підліток починає критикувати свою зовнішність («Чому я такий товстий (худий)?»; «Чому в мене такі коротке (довге) волосся?») і стає надто вразливим. Самооцінка починає розхитуватися. Підліток відчуває себе комфортно лише в колі своїх друзів і (або) на самоті.
У стародавні часи проводився обряд ініціації, під час якого дитина повинна була витримати жорстокі випробування. Проводилися бої між дітьми. Іноді це закінчувалося загибеллю підлітка. Члени племені вважали загиблого «людиною, яка померла заради свободи».
13-річний підліток вже відчуває «негативну енергетику» віку, але не помітить, як через 4—5 років вже вступить в такий вік, коли людина почне цінувати себе і коли почнуть налагоджуватися стосунки з батьками. А стадний спосіб життя підлітка зміниться на індивідуалізацію особистості. Буває й таке, коли людина відчуває стан «вічного підлітка», тобто вона набагато довше негативно реагує на зміни в житті, ніж «здорові підлітки». Але підлітковий період — це період соціалізації та сильного розвитку розуму. Підліткам важливо оцінити себе і своє місце у світі, а не групу підлітків, в яку він входить.